# Хайрекишев, Ильяс Габитович
Ильяс Габитович Хайрекишев (род. 15 июня 1990) — мастер спорта международного класса РК (хоккей с мячом), вратарь сборной Казахстана и ХК «Универсал» (Саратов).

## Биография
И. Г. Хайрекишев родился в Уральске, где и начал заниматься хоккеем с мячом.
С 2007 года — вратарь ХК «Акжайык» (Уральск) и ХК «Универсал» (Саратов).
За 5 сезонов провел 66 игр, пропустив 177 меячей.
Чемпион Казахстана 2012 года.
В составе сборной Казахстана стал чемпионом Азиады — 2011.